# Saint-Denis (La Réunion)
« Saint-Denis de la Réunion » redirige ici. Pour les autres significations, voir Saint-Denis.
Saint-Denis () (en créole réunionnais : Sin-Dni, /sɛ̃.dni/,), parfois officieusement Saint-Denis de La Réunion, est une commune française située dans le nord du département et de la région d'outre-mer de La Réunion, dont la population s'élevait à 156 149 habitants au dernier recensement de 2022. Cette situation démographique en faisait la 20e commune de France et la plus grande ville de l'outre-mer français. Saint-Denis est aussi la 40e agglomération de France, avec 191 733 habitants en 2022. Son aire d'attraction compte 323 655 habitants à la même date.
Fondée en 1669 par le premier gouverneur de l'île Bourbon, Etienne Regnault, qui suggère d'en faire la capitale de l'île, la bourgade connaît un développement lent, au rythme des cycles économiques de la culture du café puis de la canne à sucre, des cyclones et des épidémies. Ce n'est qu'au sortir de la Seconde Guerre mondiale que la ville se transforme profondément par le déversement massif de population à la suite de l'exode rural, couplé à une croissance due à une transition démographique en devenir.
Positionnée sur un espace littoral, Saint-Denis est aujourd'hui la capitale (chef-lieu) et le siège de la préfecture de la région-département de La Réunion. Possédant un réseau routier développé, la cité dionysienne est le principal bassin économique de l'île, où se concentrent de nombreux services et administrations.

## Géographie

### Localisation

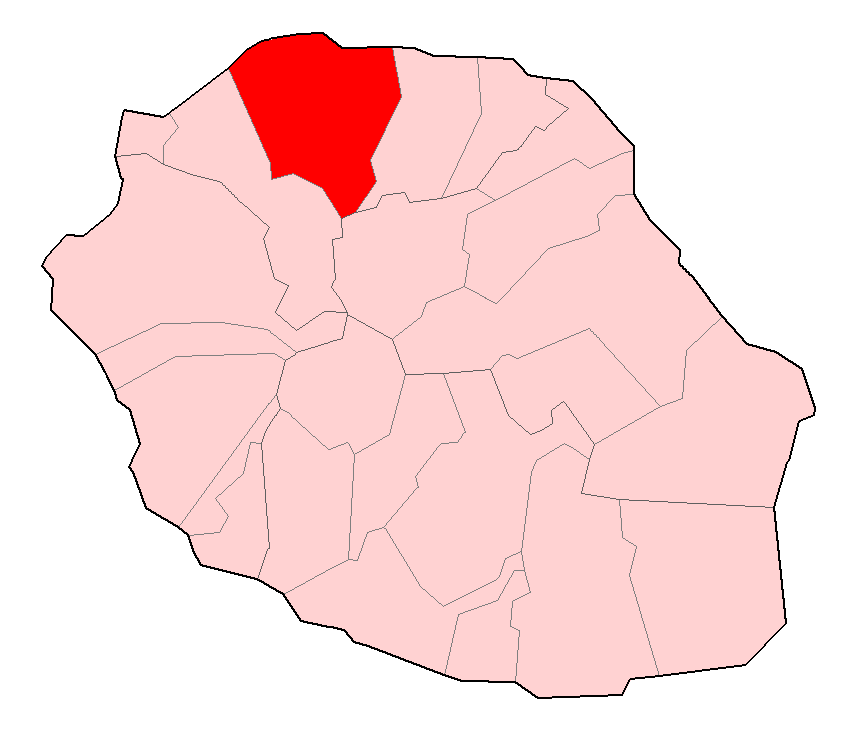
Localisation de la commune.

Situé dans le département - région de La Réunion, espace ultra-périphérique de l'Union européenne, le territoire communal de Saint-Denis fait partie intégrante du territoire français. Le chef-lieu réunionnais est situé dans la partie la plus au nord de l'île, sur un espace littoral accolé aux pentes du massif du Piton des Neiges. Le point culminant de la commune est la Roche Écrite, à 2 276 mètres d'altitude. Saint-Denis, porte internationale de La Réunion, est accessible depuis Paris (9 345 km) ou Marseille moyennant une dizaine d'heures de vol.
Sur le plan régional, la sous-préfecture Saint-Pierre est située à 51 km à vol d'oiseau et 80 km par la route, Saint-Benoît à 40 km par la route, Le Port à 21 km, Saint-Paul à 28 km. Saint-Denis est diamétralement opposée à Saint-Philippe, dans le Sud Sauvage, accessible après 90 km de route,.
Limitrophe des communes de Sainte-Marie, Salazie et de La Possession.

### Communes limitrophes
Les communes limitrophes sont  La Possession, Sainte-Marie et Salazie.
| Océan Indien  | Océan Indien           | Océan Indien |
| La Possession | Saint-Denis            | Sainte-Marie |
| La Possession | La Possession, Salazie | Sainte-Marie |

### Climat
Le positionnement de Saint-Denis lui confère un climat tropical humide. Celui-ci conditionne le climat de Saint-Denis en matière de température, d'ensoleillement et de pluviosité.
La ville bénéficie d'une température moyenne relativement élevée, 25 °C, avec un maximum en été de 35 °C, et un minimum en hiver de 13 °C. Les habitants ne connaissent jamais le brouillard, la neige ni le gel. En effet, la température ne descend jamais en dessous de 10 °C, et dépasse 30 °C 125 jours par an. Cette chaleur est imputable à l'intensité de l'énergie solaire reçue, ainsi que sa fréquence importante (2 600 heures par an). Cependant, l'amplitude thermique annuelle et journalière est régulée par l'Océan Indien, baignant les côtes de Saint-Denis.
La pluviométrie annuelle s'établit à environ 1 700 mm, dont la majeure partie est reçue en été austral. Saint-Denis n'est pourtant pas dans la zone de l'île la plus arrosée et reçoit juste assez de précipitations pour éviter d'être classée dans la zone "côte sous le vent" (partie ouest de l'île). Ainsi, la végétation sur le front de mer dionysien (Barachois, route du littoral, ravine du Chaudron) est celle d'un climat tropical sec de savane, présent sur la côte Ouest.
Les 87 jours de pluie par an concernent surtout l'été austral, entre janvier et mars. Ces trois mois sont les plus arrosés, avec en moyenne 11 jours de pluie, tandis que septembre et octobre, les mois les plus secs, ne reçoivent que 4 jours de pluie. On dénombre une quinzaine de jours d'orage chaque année, dont la fréquence est centrée sur le mois de mars. L'air est humide (70 %), et balayé par les alizés 70 jours par an en moyenne. Généralement, le temps est clair le matin, et le ciel s'encombre au fil de la journée.
Le climat tropical humide régnant sur la cité dionysienne est divisé en deux grandes saisons :
- l'hiver austral : période sèche allant de mai à novembre où la pluie se fait rare, le vent est présent, et les températures sont plus basses ;
- l'été austral : le vent faiblit, la période allant de décembre à avril possède des températures élevées, un temps chaud humide et très pluvieux. C'est à cette période que les cyclones se manifestent. En 1993, Météo-France a créé, avec l'approbation de l'Organisation météorologique mondiale, le Centre météorologique régional spécialisé cyclones de La Réunion à Saint-Denis. Il est responsable de suivre les cyclones et d'alerter les populations dans le bassin sud-ouest de l'océan Indien.

Le territoire communal étant vaste, et réparti entre la côte et la Roche Écrite (2 276 m), le climat du centre urbain est différent de celui des Hauts.
| Mois                              | jan.  | fév.  | mars  | avril | mai   | juin  | jui.  | août  | sep.  | oct.  | nov.  | déc.  | année   |
| --------------------------------- | ----- | ----- | ----- | ----- | ----- | ----- | ----- | ----- | ----- | ----- | ----- | ----- | ------- |
| Température minimale moyenne (°C) | 23,5  | 23,7  | 23,2  | 22,1  | 20,6  | 18,9  | 18,1  | 18    | 18,6  | 19,6  | 20,9  | 22,4  | 20,8    |
| Température moyenne (°C)          | 26,8  | 26,9  | 26,5  | 25,6  | 24,1  | 22,5  | 21,6  | 21,7  | 22,2  | 23,2  | 24,4  | 25,8  | 24,3    |
| Température maximale moyenne (°C) | 30,1  | 30,1  | 29,7  | 29,1  | 27,5  | 26,1  | 25,2  | 25,3  | 25,8  | 26,8  | 28    | 29,1  | 27,7    |
| Ensoleillement (h)                | 210,6 | 202,3 | 214,2 | 221,4 | 213,9 | 211,7 | 220,1 | 214,1 | 212,2 | 210,5 | 213,3 | 227,9 | 2 572,2 |
| Précipitations (mm)               | 278,6 | 351   | 232,5 | 154,3 | 97,6  | 76,9  | 57,8  | 57,8  | 50    | 43,4  | 70    | 188,7 | 1 658,6 |

## Urbanisme

### Typologie
Saint-Denis est une commune urbaine, car elle fait partie des communes denses ou de densité intermédiaire, au sens de la grille communale de densité de l'Insee,,,. Elle appartient à l'unité urbaine de Saint-Denis, une agglomération intra-départementale regroupant 2 communes et 191 733 habitants en 2022, dont elle est la ville-centre,.
Par ailleurs la commune fait partie de l'aire d'attraction de Saint-Denis, dont elle est la commune-centre. Cette aire, qui regroupe 6 communes, est catégorisée dans les aires de 200 000 à moins de 700 000 habitants,.
La commune, bordée par l'océan Indien au nord, est également une commune littorale au sens de la loi du 3 janvier 1986, dite loi littoral. Des dispositions spécifiques d’urbanisme s’y appliquent dès lors afin de préserver les espaces naturels, les sites, les paysages et l’équilibre écologique du littoral, comme le principe d'inconstructibilité, en dehors des espaces urbanisés, sur la bande littorale des 100 mètres, ou plus si le plan local d’urbanisme le prévoit,.

### Morphologie urbaine
- Le Barachois.

La commune compte de nombreux quartiers :
- Bellepierre ;
- Bois-de-Nèfles ;
- La Bretagne : Le Cerf ;
- Le Brûlé ;
- Les Camélias ;
- Centre-ville ;
- Champ-Fleuri ;
- La Montagne : Le Colorado, Ruisseau Blanc, Saint-Bernard ;
- Montgaillard ;
- La Providence ;
- La Rivière Saint-Denis : La Redoute ;
- Ruisseau des Noirs ;
- Saint-François ;
- Saint-Jacques ;
- Sainte-Clotilde : Le Butor, Le Chaudron, Commune Prima, Domenjod, Le Moufia ;
- La Source ;
- La Trinité ;
- Vauban[20]

### Logement
Le logement à Saint-Denis sur l'île de la Réunion est composé de nombreux appartements dans le centre-ville et des maisons autour du centre-ville. La ville de Saint-Denis dispose de nombreux logements sociaux pour permettre à toutes les tranches de la population de pouvoir vivre dans cette ville.

### Projets d'aménagement
- La nouvelle route du Littoral, ou NRL, est une voie rapide en cours de construction, portée par un viaduc et une digue gagnés sur l'océan Indien. Elle reliera à terme Saint-Denis à La Possession en remplaçant l'actuelle route du Littoral, trop exposée aux éboulis de la falaise au pied de laquelle elle se trouve. D'un total d'1,6 milliard d'euros, elle est l'une des routes les plus coûteuses au monde.

### Voies de communication et transports

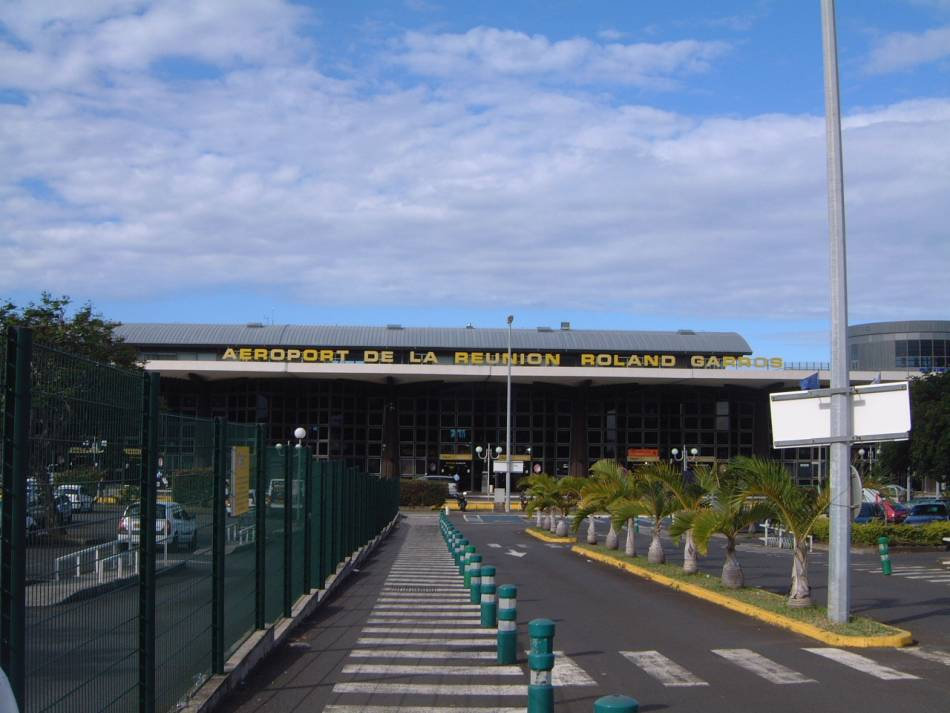
Aéroport de La Réunion Roland-Garros.

La ville est reliée par le transport aérien avec l’aéroport de La Réunion Roland-Garros.

#### Routes
La ville de Saint-Denis est reliée au reste de l'île par :
- la route nationale 1, vers Saint-Paul et Saint-Pierre en passant par la Route des Tamarins ;
- la route nationale 2, vers Saint-Benoît et Saint-Pierre, en passant par toutes les communes des côtes est et sud ;
- la route nationale 6, ou boulevard Sud de Saint-Denis, assurant la liaison entre la RN1 et la RN2, entre le pont Vinh-San et le pont de la rivière des Pluies ;
- la route nationale 102 contournant par l'ouest le quartier du Chaudron, franchissant le pont métallique sur la rivière des Pluies et se terminant à l'aéroport de La Réunion Roland-Garros ;
- la route départementale 41, ou route de La Montagne, vers La Possession en passant par la Montagne ;
- la route départementale 42 allant vers le Brûlé ;
- la route départementale 43 rejoignant le Brûlé par Saint-François ;
- la route départementale 44, route intérieure de Saint-Denis entre le quartier du Butor, vers le pont de la Rivière des Pluies ;
- la route départementale 45 vers Domenjod ;
- la route départementale 49 vers Sainte-Clotilde et le Bois-de-Nèfles ;
- la route départementale 50 vers le quartier de La Bretagne ;
- la route départementale 60 vers Le Moufia.

#### Transports en commun
Face à un coût de la vie élevé et à un chômage important, la motorisation individuelle est un luxe que tous ne peuvent pas se permettre, d'autant plus que les grands axes sont souvent frappés par la congestion importante bloquant les véhicules inefficaces en heure de pointe. De ce fait, l'existence de transports en commun est incontournable pour de nombreux Réunionnais de Saint-Denis, ou travaillant sur le chef-lieu.
Celle-ci est assurée par Citalis, dont le réseau dépasse largement le simple périmètre de la commune. Les bus circulent entre 6 h et 20 h 30. Citalis permet les déplacements intra-urbains et la jonction de localités limitrophes. Pour des déplacements de plus longue distance, les Cars jaunes sont les vecteurs idéaux pour rallier les autres points de l'armature urbaine réunionnaise. Plusieurs formules d'abonnement permettent de rendre le transport collectif accessible à tous
S'il a existé un train au siècle dernier, il a cessé de fonctionner pour plusieurs raisons. Depuis plusieurs années, la relance d'un service ferroviaire est décrite par un nombre croissant de personnes comme une solution devenant incontournable. Un projet de tram-train a ainsi été annulé par un changement de couleur politique, bien que la population ait soutenu le projet.
Depuis le 15 mars 2022, un téléphérique, nommé Papang, est entré au service, traversant 2,7 km et desservant cinq stations entre les quartiers du Chaudron (au bord de mer) et de Bois-de-Nèfles (à 300 m d’altitude).

## Histoire

### La fondation
Bien que l'île de La Réunion ait été découverte au XIIe siècle, voire au VIIIe siècle, il n'existait aucune population indigène avant la venue des Européens qui débarquèrent au cours du XVIIe siècle, sur la côte Ouest. Officiellement rattachée aux possessions du Roi dès 1642, il faut attendre 1663 pour que l'île reçoive ses premiers habitants permanents, et quatre ans de plus pour Saint-Denis. À cette époque, Saint-Paul dont la baie offrait de meilleures conditions d'ancrage et de vent, était le point d'entrée de l'île, mais elle fut délaissée pour Saint-Denis, dont les atouts du climat et des terres lui conféraient d'autres avantages. Cette dualité entraînera un partage de pouvoir et d'influence entre les deux cités, qui basculera au profit de Saint-Denis en 1738, lorsque le gouverneur Bertrand-François Mahé de La Bourdonnais lui conféra le statut de chef-lieu. En 1669 la ville est fondée par le premier gouverneur de l'île Bourbon, Étienne Regnault.

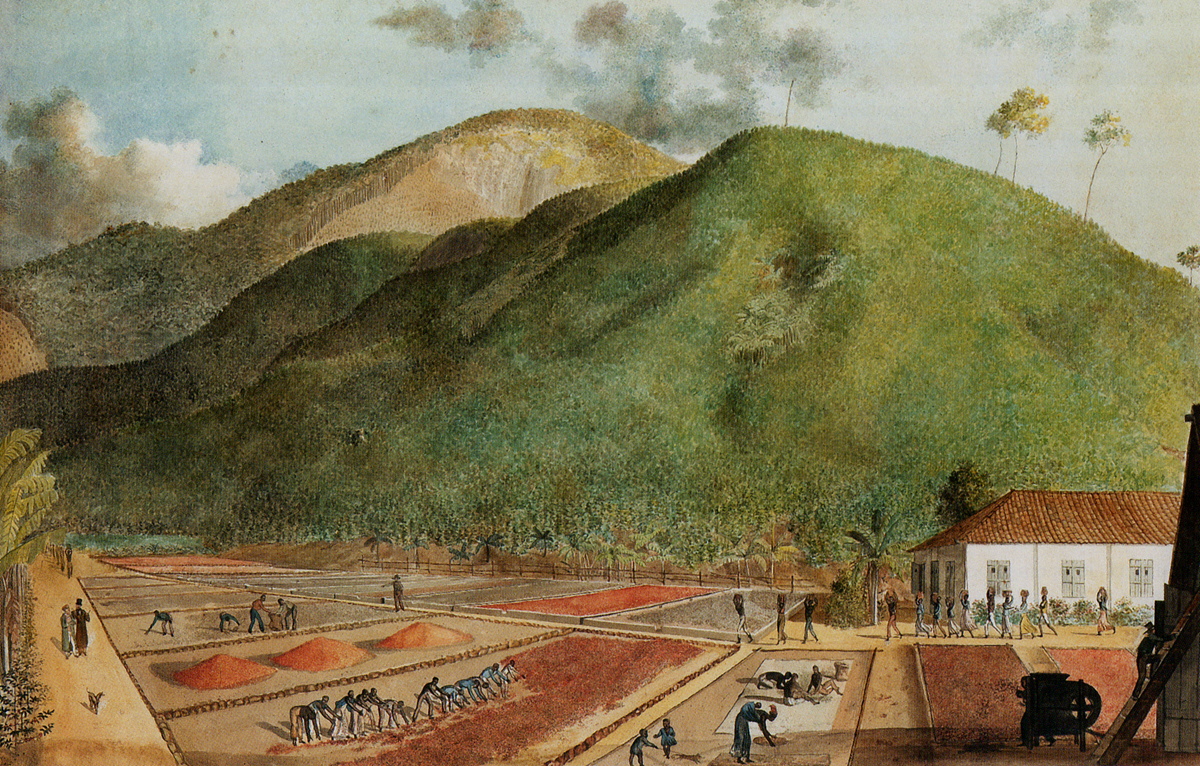
Esclaves au travail dans une habitation caféière, vers 1800.

Au cours de ces décennies, la culture du café occupe la population locale, tandis que le pouvoir entreprend les premiers aménagements urbains.

### Développement
La croissance de Saint-Denis est perturbée par la disparition de la Compagnie des Indes en 1764 qui marginalise l'île, finalement rétrocédée au roi. Parallèlement, la culture du café est concurrencée de plus en plus fortement par celle des Antilles,ce qui pousse l'agriculture à la diversification, en essayant d'autres cultures. Malgré deux tentatives de planifications urbaines durant la première moitié du siècle, la croissance de population se traduit par une urbanisation anarchique, qui fera l'objet de tentatives de prise en main par trois plans ultérieurs (1774, 1777, 1808).
En 1766, l'ordonnance royale du 17 août divise l'île en cinq quartiers dont celui de Saint-Denis. En 1777, le plan de la ville en damier est établi par le chevalier Banks. En 1790, Saint-Denis devient une municipalité. Jean-Baptiste Delestrac devient le premier maire de Saint-Denis. Le 8 juillet 1810, débarqués la veille à la Grande Chaloupe, les Britanniques prennent la ville, ce qui provoque la capitulation de l'île, alors appelée île Bonaparte.

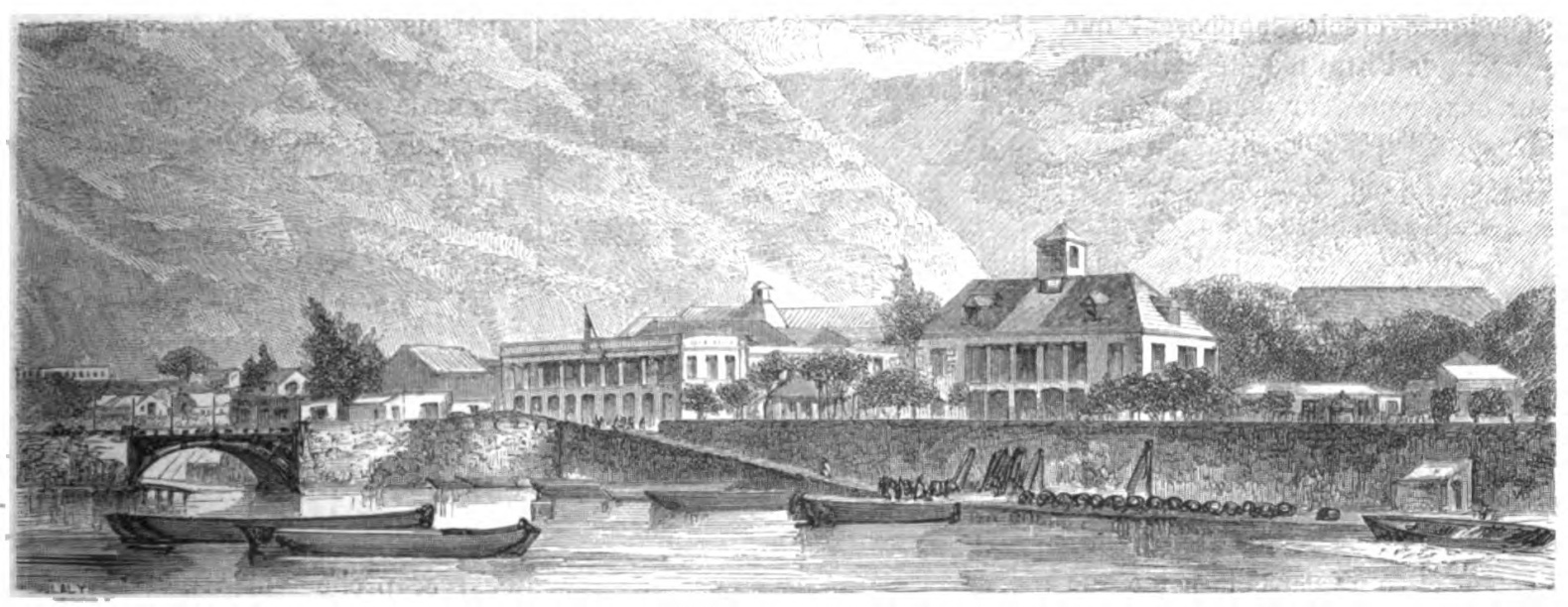
Vue du Barachois de Saint-Denis en 1862.

La culture de la canne à sucre commence à la Réunion au début du XIXe siècle, et permet à la cité dionysienne un fort développement. Cette période faste se traduit par un développement urbain et des investissements de la part de la puissance publique, mais ne dure pas. En 1863, la culture de la canne est frappée par le Chilo sacchariphagus, tandis que l'île est balayée par plusieurs cyclones. Par la suite, le paludisme touche la population à la fin des années 1860. Enfin, l'ouverture du canal de Suez en 1869 additionnée aux ambitions françaises sur Madagascar marginalisent la Réunion.
Durant l’épidémie de grippe espagnole en 1919, la ville connait de nombreux décès. Les estimations font état d’au moins 2 000 décès pour une population de 25 000 habitants et de 7 000 à 20 000 morts sur les 175 000 personnes qui vivent sur l'île. Cet épisode conduira à la construction du cimetière de la Jamaïque dit aussi "cimetière la peste".
Le 11 février 1882, une ligne de chemin de fer liant le chef-lieu à Saint-Benoît est inaugurée.
En 1983, Saint-Denis totalise 109 072 habitants.

## Politique et administration

### Rattachements administratifs et électoraux

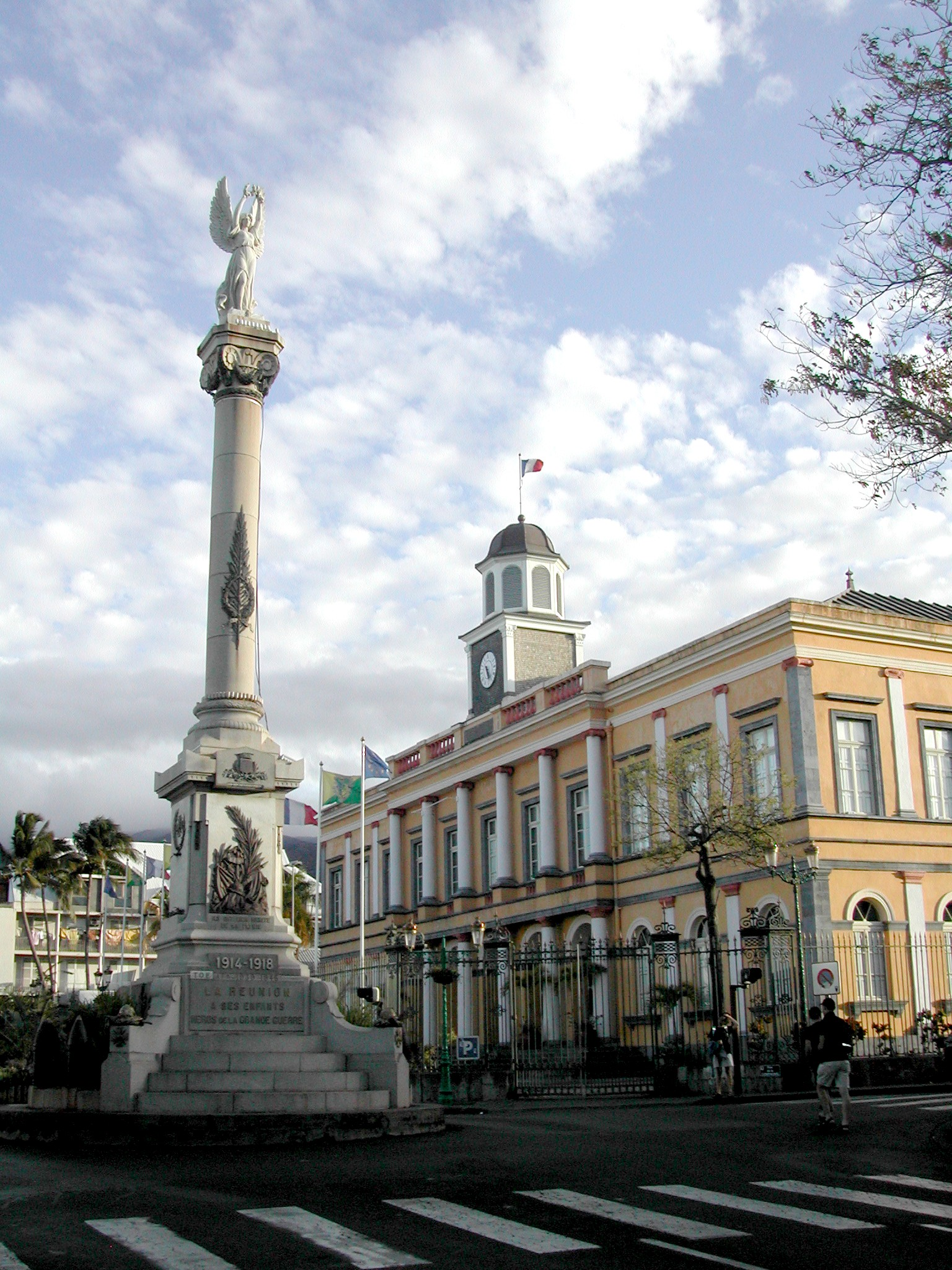
L’hôtel de ville de Saint-Denis et la colonne de la Victoire.

La commune est le chef-lieu du département de La Réunion et de l'arrondissement de Saint-Denis. Depuis 2015, Saint-Denis est divisée en quatre cantons :
- Saint-Denis-1 (40 892 hab. en 2016)[28] ;
- Saint-Denis-2 (32 313 hab. en 2016)[28] ;
- Saint-Denis-3 (36 806 hab. en 2016)[28] ;
- Saint-Denis-4 (37 909 hab. en 2016)[28].

Avant cette date, elle en comptait neuf :
- le 1er canton (10 595 hab. en 2011)[29] ;
- le 2e canton (23 686 hab. en 2011)[29] ;
- le 3e canton (13 291 hab. en 2011)[29] ;
- le 4e canton (13 655 hab. en 2011)[29] ;
- le 5e canton (13 665 hab. en 2011)[29] ;
- le 6e canton (15 312 hab. en 2011)[29] ;
- le 7e canton (13 653 hab. en 2011)[29] ;
- le 8e canton (26 145 hab. en 2011)[29] ;
- le 9e canton (15 345 hab. en 2011)[29].

Pour l’élection des députés, la commune fait partie des première et sixième circonscription de La Réunion, respectivement représentées par Philippe Naillet (PS) et Frédéric Maillot (PLR).
Par ailleurs, la commune accueille un tribunal administratif compétent sur l'ensemble de l'île et sur les Terres australes et antarctiques françaises. Elle accueille également le siège des Forces armées de la zone sud de l'océan Indien.

### Intercommunalité
Saint-Denis est le centre d'une communauté d'agglomération, la CINOR, qui a succédé en 2001 à une communauté de communes, et par laquelle elle est associée à Sainte-Marie et Sainte-Suzanne. Celle-ci comptait 204 304 habitants en 2016.

### Liste des maires
| Période          | Période                 | Identité             | Étiquette    | Qualité |
| ---------------- | ----------------------- | -------------------- | ------------ | --- |
| 31 mai 1945      | 25 mai 1946             | Raymond Vergès       | CRADS        | Médecin et ingénieur Député de La Réunion (1945 → 1955) |
| 25 mai 1946      | 8 juillet 1946          | Roger de Villecourt  |              | Chef du bureau des finances |
| 9 juillet 1946   | 27 avril 1948 (décès)   | Jean Chatel          |              | |
| 11 mai 1948      | 18 juin 1955 (décès)    | Jules Olivier        |              | Instituteur puis directeur d'école |
| 1er juillet 1955 | juillet 1958            | Maxime Vallon-Hoarau | RPF          | Notaire Conseiller général du canton de Saint-Denis-1 (? → 1958) |
| juillet 1958     | 18 mars 1959            | Alix Guinot          |              | |
| 18 mars 1959     | 27 septembre 1960       | Gabriel Macé         | UNR          | Notaire Conseiller général du canton de Saint-Denis-4 (1958 → 1964) |
| 3 octobre 1960   | 10 novembre 1960        | Francis Bédier       |              | |
| 10 novembre 1960 | 12 février 1968 (décès) | Gabriel Macé         | UNR          | Notaire Député de la 2e circonscription de La Réunion (1962 puis 1967 → 1968) Conseiller général du canton de Saint-Denis-4 (1958 → 1964) Conseiller général du canton de Saint-Denis-1 (1964 → 1968)          |
| 9 avril 1968     | 15 juin 1969 (décès)    | Jules Reydellet      | DVD          | Retraité du corps préfectoral, 1er adjoint Conseiller général du canton de Saint-Denis-1 (1968 → 1969) |
| 11 juillet 1969  | 19 mars 1989            | Auguste Legros       | UDR puis RPR | Retraité Député de la 1re circonscription de La Réunion (1988 → 1993) Conseiller général du canton de Saint-Denis-1 (1969 → 1970 puis 1982 → 1988) Conseiller général du canton de Saint-Denis-2 (1970 → 1982) |
| 19 mars 1989     | 12 mars 1994            | Gilbert Annette      | PS           | Député de la 1re circonscription de La Réunion (1993 → 1997) Conseiller général du canton de Saint-Denis-7 (1988 → 1993)                                                                                       |
| 12 mars 1994     | 11 mars 2001            | Michel Tamaya        | PS           | Enseignant Député de la 1re circonscription de La Réunion (1997 → 2002) Conseiller général du canton de Saint-Denis-6 (1994 → 1997)                                                                            |
| 11 mars 2001     | 16 mars 2008            | René-Paul Victoria   | RPR puis UMP | Directeur d'école Député de la 1re circonscription de La Réunion (2002 → 2012) Conseiller général du canton de Saint-Denis-2 (1998 → 2002)                                                                     |
| 16 mars 2008     | 4 juillet 2020          | Gilbert Annette      | PS           | Conseiller régional de La Réunion (2015 → ) Conseiller général du canton de Saint-Denis-7 (2008 → 2015) |
| 4 juillet 2020   | En cours                | Ericka Bareigts      | PS           | |

Le maire de Saint-Denis est Ericka Bareigts. Sa liste « Saint-Denis pour tous » l'a emporté au second tour des élections municipales de 2020 en rassemblant 58,89 % des voix le 28 juin 2020 face à celle de Didier Robert, Saint-Denis, c'est le moment. Elle avait déjà été 2e adjointe au maire de 2008 à 2012 et présidente de la CINOR de 2008 à 2010.

### Jumelages
- Nice (France) depuis 1961[32]
- Metz (France) depuis 1986
- Tanger (Maroc)
- Glasgow (Royaume-Uni)
- Charleroi (Belgique)
- Taiyuan (Chine) depuis 2012[33]

## Équipements et services publics

### Enseignement
Sous l'égide de l'académie de la Réunion, l'offre d’enseignement à Saint-Denis est à la fois complète et diversifiée, permettant de suivre sa scolarité de l'école maternelle à la soutenance de thèse de doctorat. Le secteur public met à disposition de la population de nombreuses écoles maternelles, primaires ainsi que douze collèges et huit lycées, complété par une petite offre privée. Les formations dispensées dans les lycées sont générales ou professionnelles. De plus, il existe des classes préparatoires aux grandes écoles (CPGE): au lycée Bellepierre (économie), Leconte-de-Lisle (scientifiques et littéraire) et Lislet-Geoffroy (technologie).
Enfin, La Prépa des INP (accès à 33 écoles d'ingénieurs) est également présente à Saint-Denis dans les locaux du lycée Lislet-Geoffroy (classe préparatoire rattachée à l'Université de Lorraine). Elle permet aux étudiants d'intégrer une des écoles du groupe INP (Bordeaux, Toulouse, Grenoble, Clermont-Ferrand et Nancy) sans passer de concours.
| Collèges | Lycées |
| --- | --- |
| - Le collège des Alizés. - Le collège Bois-de-Nèfles, qui comptait 925 élèves à la rentrée 2005. - Le collège Bourbon, qui comptait 1 091 élèves à la rentrée 2005. - Le collège du Chaudron. - Le collège des Deux-Canons, qui comptait 1 007 élèves à la rentrée 2005. - Le collège Juliette-Dodu, qui comptait 1 223 élèves à la rentrée 2005. - Le collège Émile-Hugot, ouvert en 1999, et qui comptait 417 élèves à la rentrée 2008. - Le collège Labourdonnais, qui compte environ 400 élèves. - Le collège des Mascareignes, qui compte à peu près 535 élèves. - Le collège de La Montagne, qui comptait 988 élèves à la rentrée 2005. - Le collège de Montgaillard. - Le collège Jules-Reydellet, créé dans les années 1950 à partir d'une école primaire. - Le collège privé Saint-Michel. | - Le lycée polyvalent Marguerite Jauzelon, anciennement lycéeBellepierre. - Le lycée polyvalent Georges-Brassens, ouvert en 1990, et qui comptait 1 380 élèves à la rentrée 2005. - Le lycée professionnel de l'Horizon, qui comptait 893 élèves à la rentrée 2005. - Le lycée professionnel Amiral-Lacaze, qui comptait 390 élèves à la rentrée 2005. - Le lycée polyvalent Leconte-de-Lisle, qui comptait 1 516 élèves à la rentrée 2005. - Le lycée Lislet-Geoffroy, qui comptait 1 203 élèves à la rentrée 2005. - Le lycée professionnel Julien-de-Rontaunay, qui comptait 880 élèves à la rentrée 2005. - Le lycée polyvalent Mémona Hintermann-Afféjee, anciennement lycée Nord. - Le lycée privé La Ruche. - Le lycée privé général et technologique Levavasseur. |

La commune accueille le campus principal de l'Université de la Réunion dans le sous-quartier du Moufia ainsi que des composantes de celle-ci en centre ville en face de la cathédrale, site de l'Institut d'administration des entreprises (IAE) de l'île, mais aussi le site de l'IUFM à Bellepierre, enfin le site de la Technopole pour l'ESIDAI. La commune comporte également un IFSI situé dans le quartier de Bellepierre et une école d'ingénieurs, l'ESIROI.

### Santé
L'offre de médecins généralistes et spécialistes est globalement complète. Deux infrastructures de santé majeures existent : le centre hospitalier Félix-Guyon et la clinique Sainte-Clotilde (privée) au Moufia. Les urgentistes et le SDIS 974 assurent les interventions rapides.
L'Agence régionale de santé est basée dans la cité dionysienne.

## Population et société

### Démographie

#### Évolution démographique
En 1690, le recensement de Firelin fait savoir qu'il existe au « Quartier de Saint-Denis 8 familles, plus 12 nègres du Roy, plus 2 Français ».
L'évolution du nombre d'habitants est connue à travers les recensements de la population effectués dans la commune depuis 1961, premier recensement postérieur à la départementalisation de 1946. À partir de 2006, les populations de référence des communes sont publiées annuellement par l'Insee. Le recensement repose désormais sur une collecte d'information annuelle, concernant successivement tous les territoires communaux au cours d'une période de cinq ans. Pour les communes de plus de 10 000 habitants les recensements ont lieu chaque année à la suite d'une enquête par sondage auprès d'un échantillon d'adresses représentant 8 % de leurs logements, contrairement aux autres communes qui ont un recensement réel tous les cinq ans,.

En 2022, la commune comptait 156 149 habitants, en évolution de +5,56 % par rapport à 2016 (La Réunion : +3,33 %, France hors Mayotte : +2,11 %).
| 1961   | 1967   | 1974    | 1982    | 1990    | 1999    | 2006    | 2011    | 2016    |
| ------ | ------ | ------- | ------- | ------- | ------- | ------- | ------- | ------- |
| 65 275 | 85 444 | 103 512 | 109 072 | 121 999 | 131 557 | 138 314 | 145 347 | 147 920 |

| 2021    | 2022    | - | - | - | - | - | - | - |
| ------- | ------- | - | - | - | - | - | - | - |
| 154 765 | 156 149 | - | - | - | - | - | - | - |

#### Pyramide des âges
La population de la commune est relativement jeune. En 2020, le taux de personnes d'un âge inférieur à 30 ans s'élève à 42,6 %, soit un taux supérieur à la moyenne départementale (41,7 %). Le taux de personnes d'un âge supérieur à 60 ans (19 %) est supérieur au taux départemental (18 %).
En 2020, la commune comptait 70 322 hommes pour 82 679 femmes, soit un taux de 54,04 % de femmes, supérieur au taux départemental (52,1 %).
Les pyramides des âges de la commune et du département s'établissent comme suit :
| Hommes | Classe d’âge | Femmes |
| ------ | ------------ | ------ |
| 0,3    | 90 ou +      | 0,8    |
| 4      | 75-89 ans    | 5,8    |
| 13,3   | 60-74 ans    | 13,6   |
| 20,3   | 45-59 ans    | 20,2   |
| 17,8   | 30-44 ans    | 18,7   |
| 21,3   | 15-29 ans    | 21,5   |
| 23,1   | 0-14 ans     | 19,5   |

| Hommes | Classe d’âge | Femmes |
| ------ | ------------ | ------ |
| 0,3    | 90 ou +      | 0,7    |
| 4      | 75-89 ans    | 5,3    |
| 13,4   | 60-74 ans    | 13,5   |
| 21,2   | 45-59 ans    | 21     |
| 18,1   | 30-44 ans    | 19,8   |
| 19,7   | 15-29 ans    | 18,7   |
| 23,4   | 0-14 ans     | 20,9   |

### Manifestations culturelles et festivités
Saint-Denis accueille plusieurs festivals de musique, les Électropicales et Kaloo Bang principalement.

### Sports
Le sport occupe une place très importante dans la ville de Saint-Denis. Que ce soit dans le football, le handball ou le basket-ball, la ville possède de grands clubs évoluant dans les meilleurs championnats. On peut citer Joinville, AS Château Morange ou Saint-Denis FC.

### Cultes

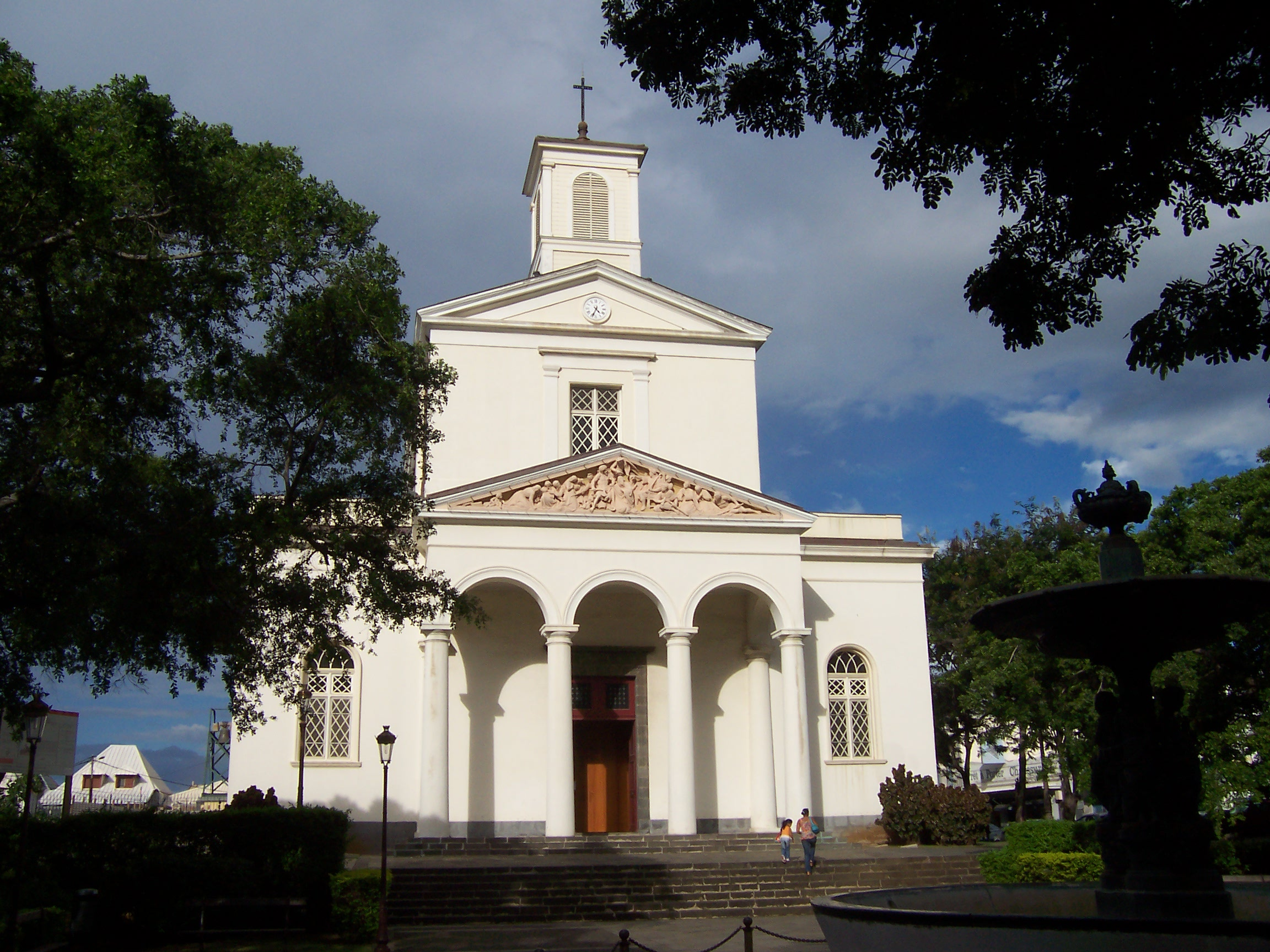
Cathédrale de Saint-Denis de La Réunion (Église catholique)

Parmi les lieux de culte, il y a principalement des églises et des temples chrétiens : Diocèse de Saint-Denis de La Réunion (Église catholique), Églises protestantes, Assemblées de Dieu.
- Liste détaillée des églises de Saint-Denis sur :

Il y a aussi des mosquées musulmanes, dont la deuxième plus vieille mosquée de France la Mosquée Noor-e-Islam terminée en 1905 (la mosquée de Tsingoni de Mayotte, constituée d'éléments du XIVe siècle, étant à présent la plus ancienne mosquée de France).

## Économie
Principal pôle commercial de l'île, Saint-Denis est le siège de la Chambre de commerce et d'industrie de la Réunion, la chambre consulaire qui gère l'aéroport Roland-Garros, le port de la Pointe des Galets, le port de plaisance de Saint-Gilles les Bains et le port de Sainte-Marie. On trouve également de nombreux sièges de sociétés sur le territoire communal :
- celui de la Banque de la Réunion ;
- celui de la caisse régionale du Crédit agricole ;
- celui de l'antenne locale de BNP Paribas ;
- celui du Journal de l'île de La Réunion, quotidien régional ;
- celui du Quotidien de la Réunion, autre quotidien régional ;
- celui de l'antenne locale de La Banque postale.
- Centre pénitentiaire de Saint-Denis.
- Compagnie réunionnaise des tabacs

## Culture locale et patrimoine
Dotée de 57 monuments classés et inscrits au titre des monuments historiques ou à l'inventaire supplémentaire de ceux-ci, Saint-Denis de la Réunion s'est vu attribuer le label national « Ville d'art et d'histoire » par le ministre de la culture, Frédéric Mitterrand, en février 2012, sur proposition de la commission nationale en novembre 2011.

Le centre historique de la ville bénéficie depuis décembre 2013 d'une aire de mise en valeur de l'architecture et du patrimoine (AVAP)

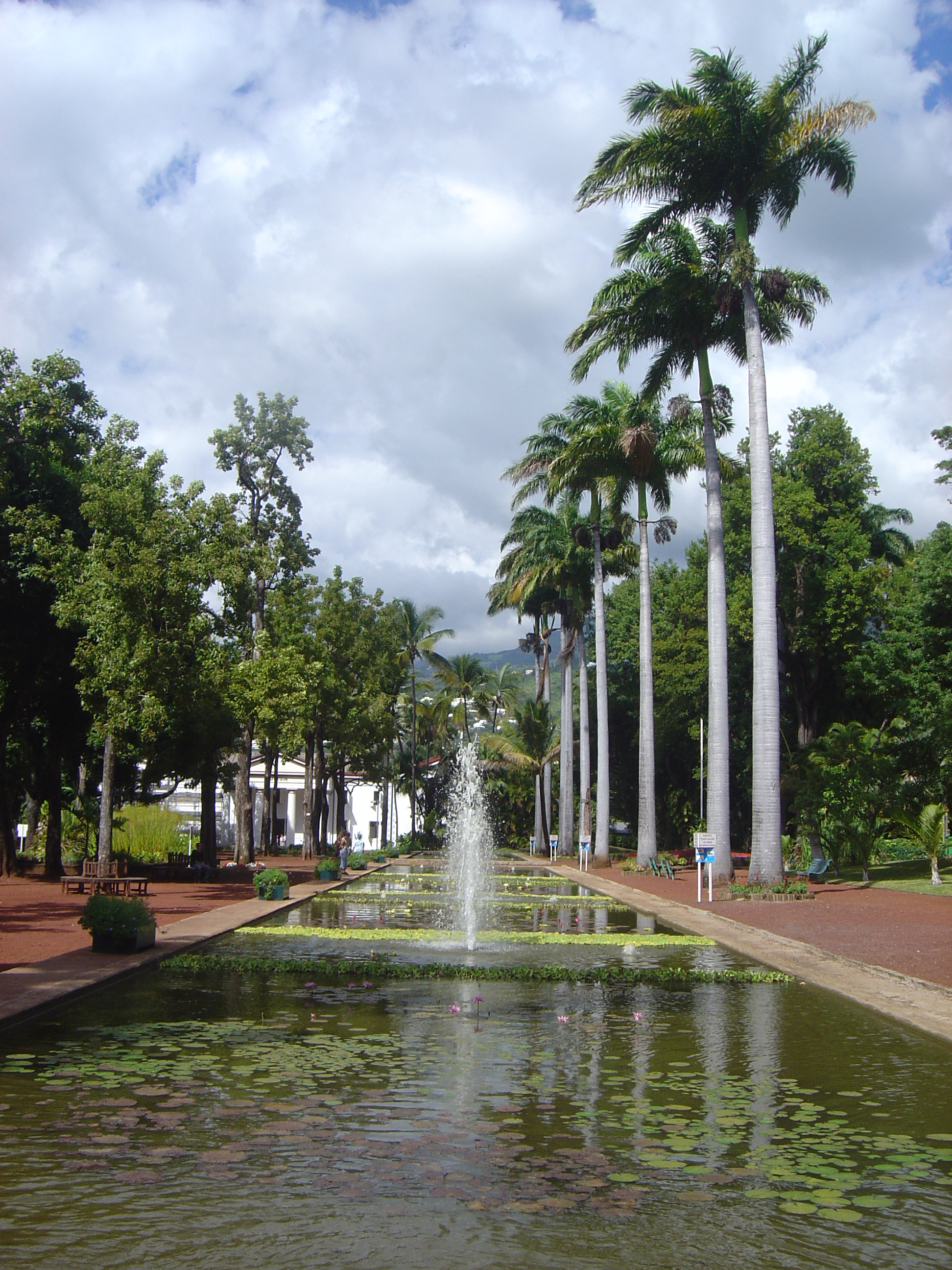
Le Jardin de l'État vu depuis l'entrée.

### Lieux et monuments
- Le quartier historique du Barachois.
- La Colline des Camélias.
- La cathédrale de Saint-Denis de La Réunion.
- La Rue de Paris et ses bâtiments remarquables, parmi lesquels la villa Déramond (maison natale de Raymond Barre), et la maison Carrère, imposantes villas créoles.
- La mosquée Noor-Al-Islam, la plus grande de La Réunion et la plus ancienne existant sur le sol français (1905).
- La Maison de la Bière Dodo.
- La Roche Écrite, un sommet accessible depuis Le Brûlé.
- La base de loisirs du parc du Colorado, à La Montagne.
- La Maison du Premier président de la cour d'appel.
- L'église Notre-Dame-de-la-Délivrance.
- L'église Notre-Dame-de-l'Assomption.
- La chapelle de La Redoute.
- La chapelle de l'Immaculée-Conception.
- Le temple Kalikambal.
- Le cimetière du Père Raimbault, inscrit aux Monuments historiques.
- La chapelle Saint-Thomas-des-Indiens.
- L'église Sainte-Clotilde.
- L'église Saint-Jacques.
- La chapelle du couvent des Brises.
- Le domaine du Chaudron, ancienne plantation coloniale.

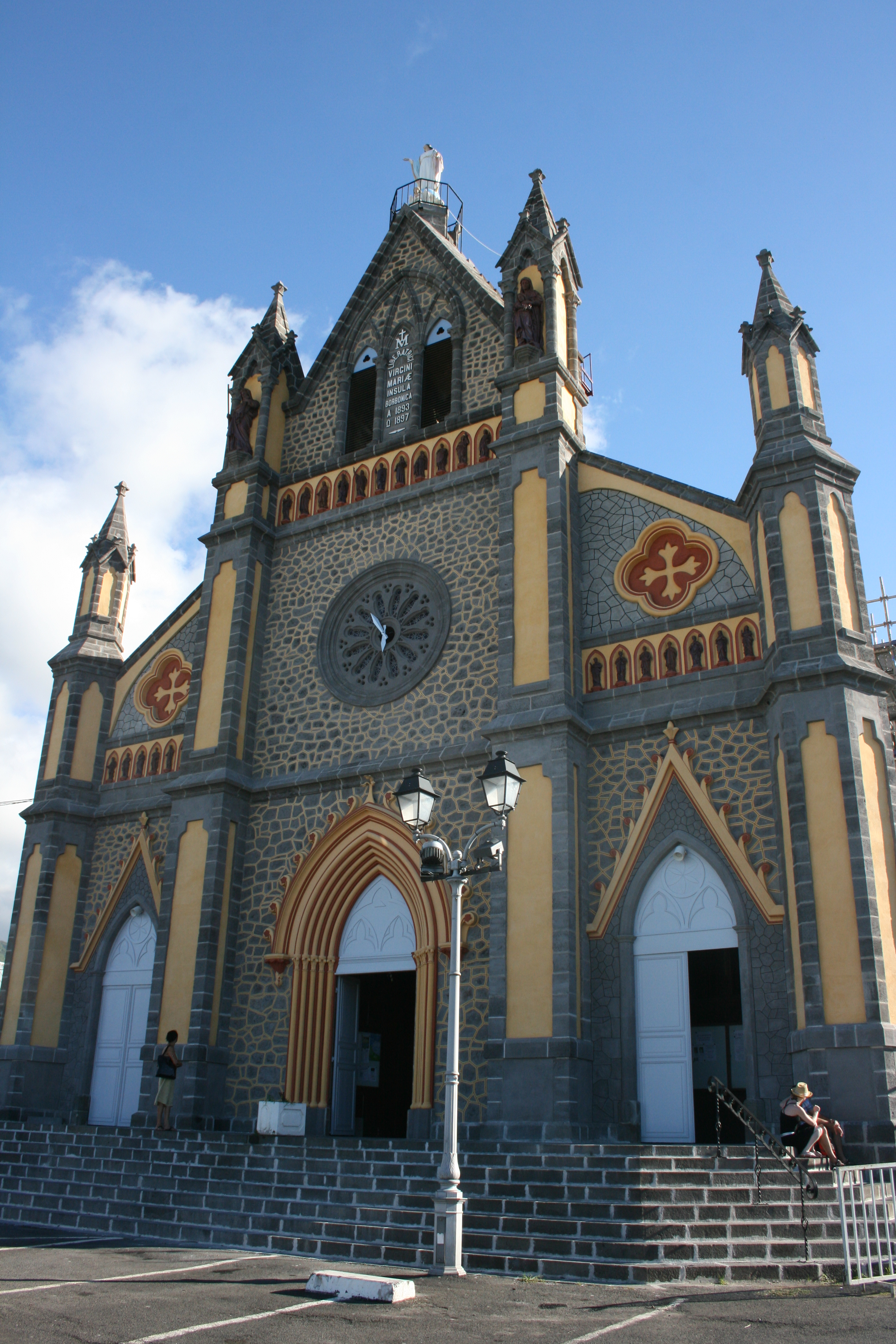
Église Notre-Dame-de-la-Délivrance.
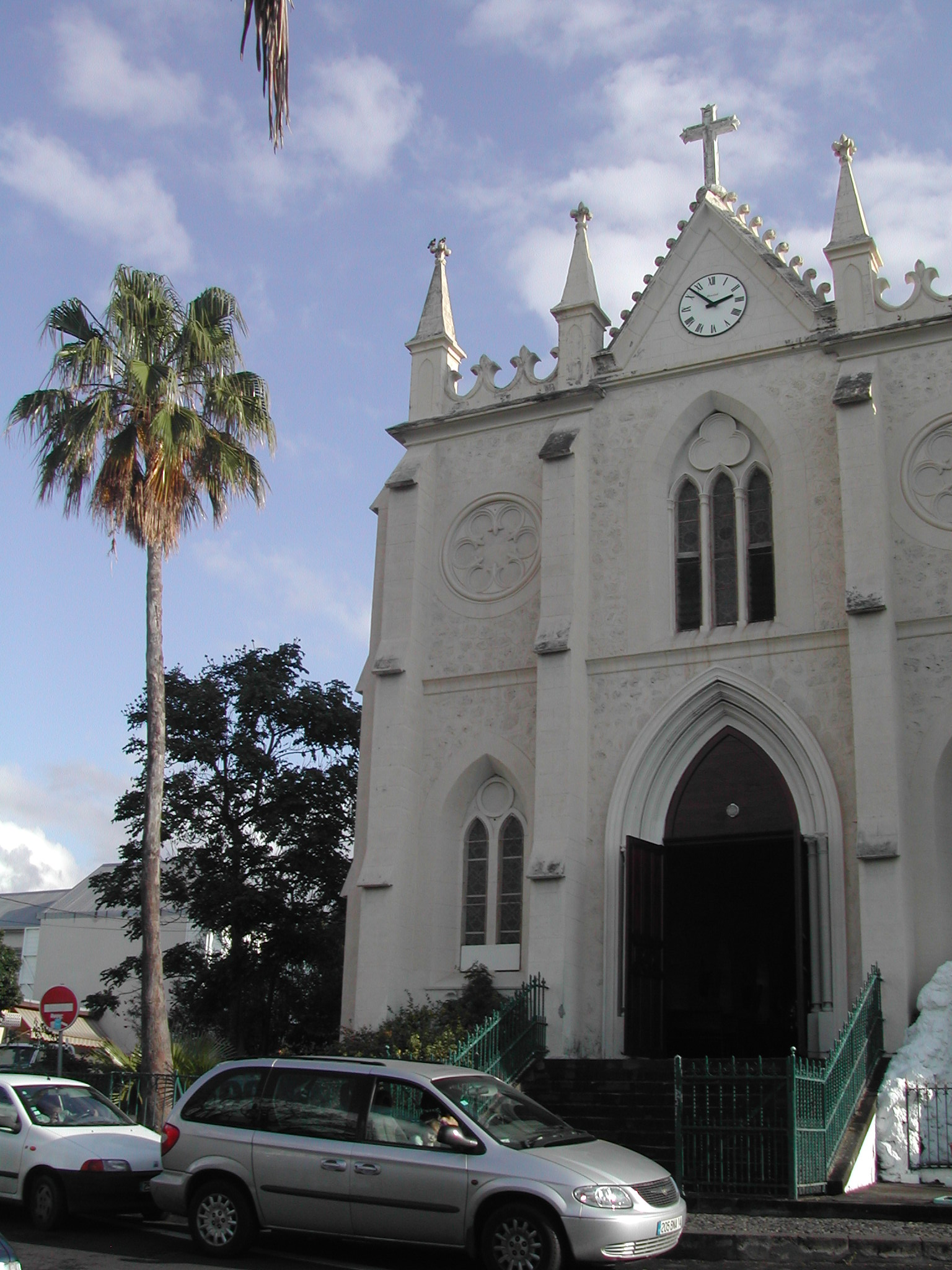
Église Saint-Jacques.
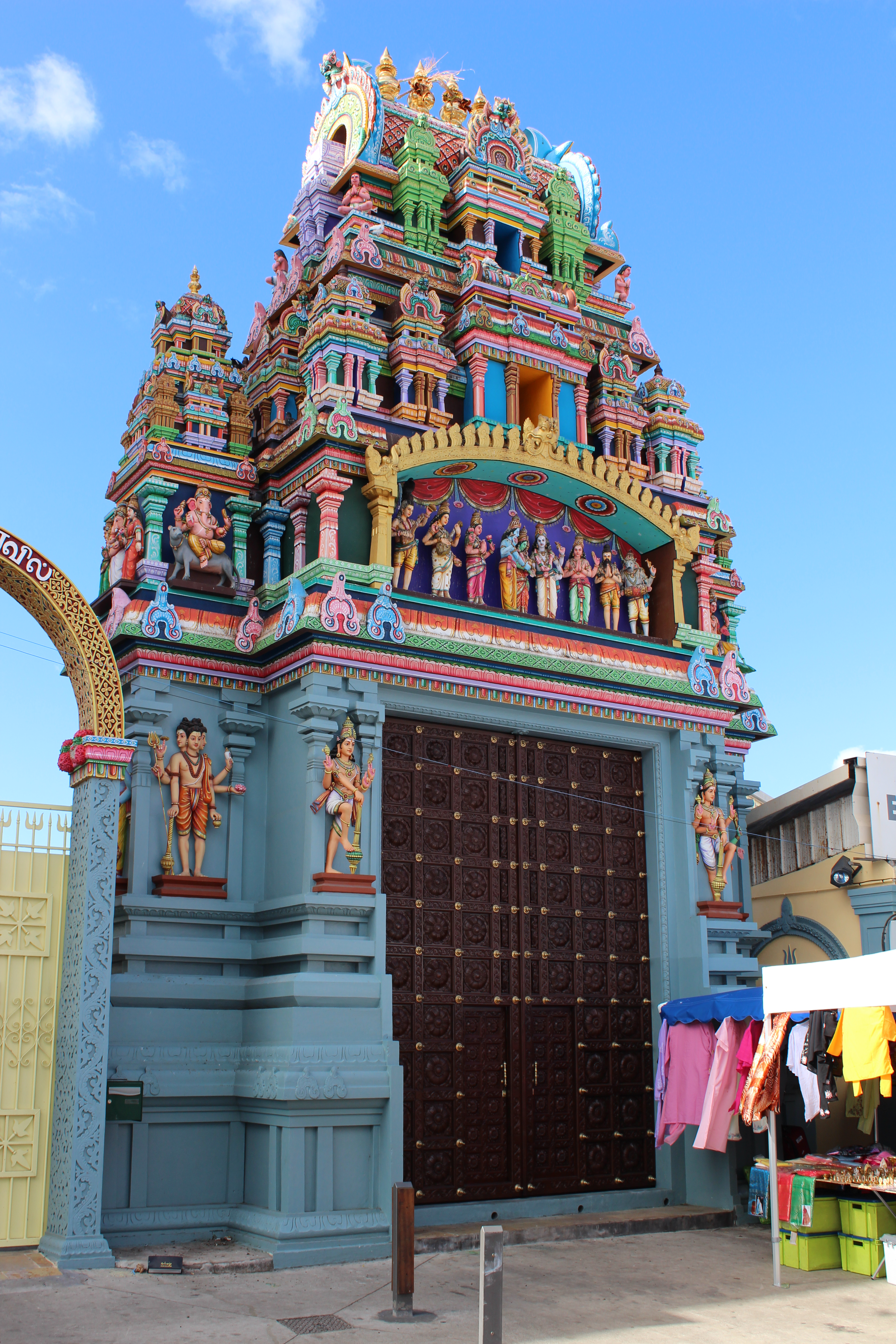
Temple Kalikambal.
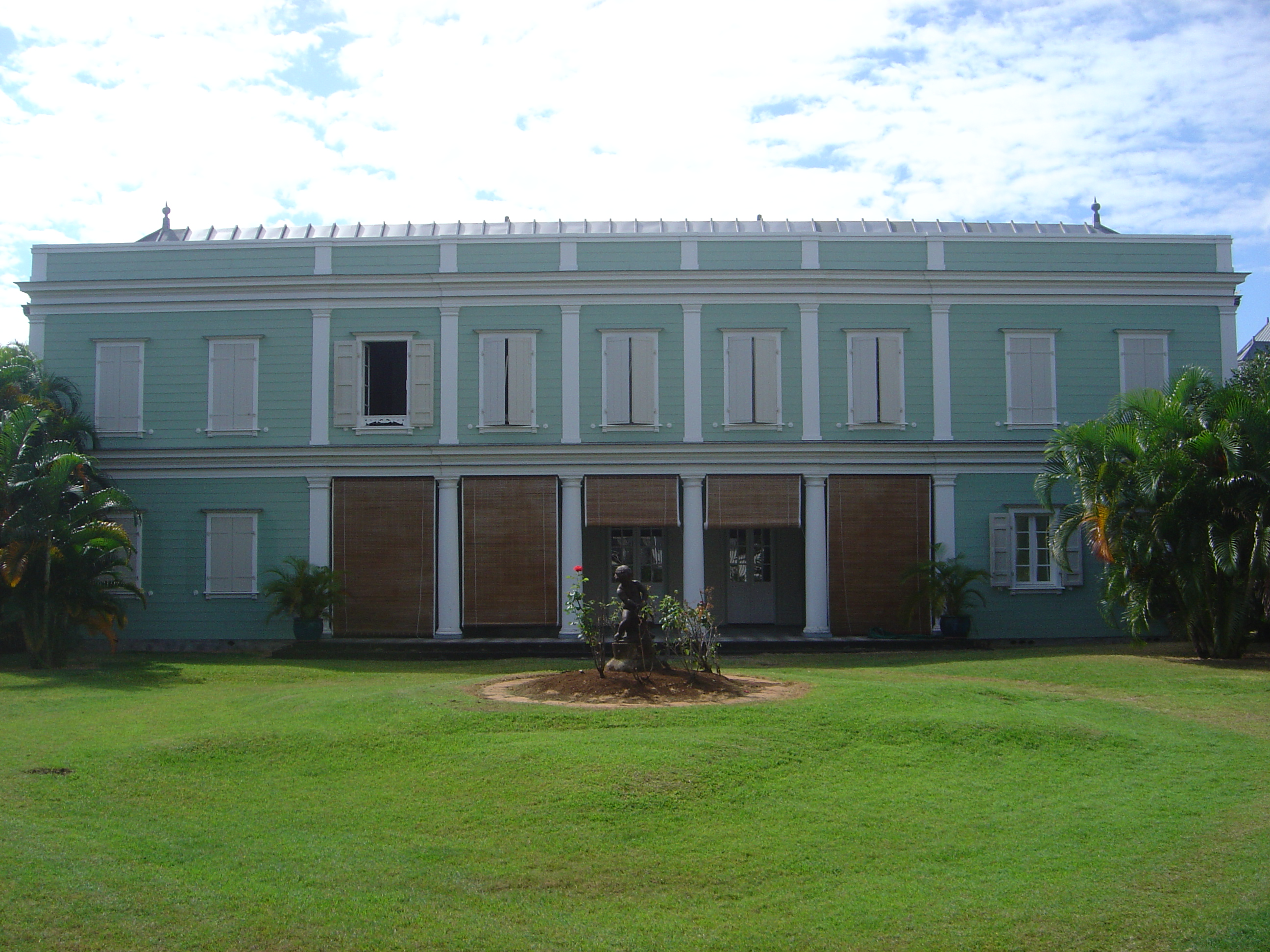
Villa Déramond-Barre.
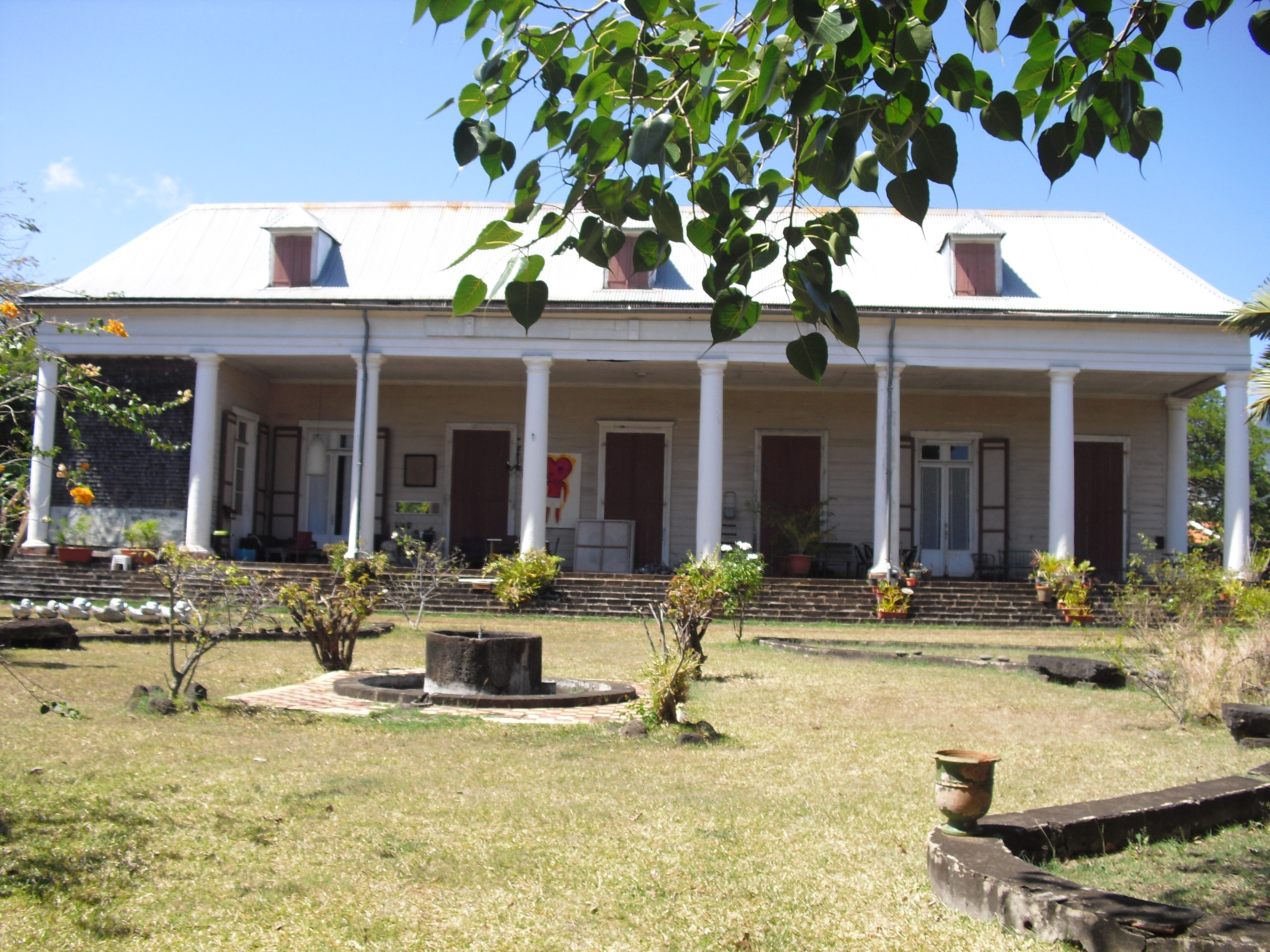
Maison du maître du Domaine du Chaudron.

### Musées
- Le musée Léon Dierx, qui abrite une importante collection d'œuvres impressionnistes, dont certaines de la collection Ambroise Vollard.
- Le Muséum d'histoire naturelle de La Réunion qui situe au cœur de la ville, dans le parc public du Jardin de l'État.

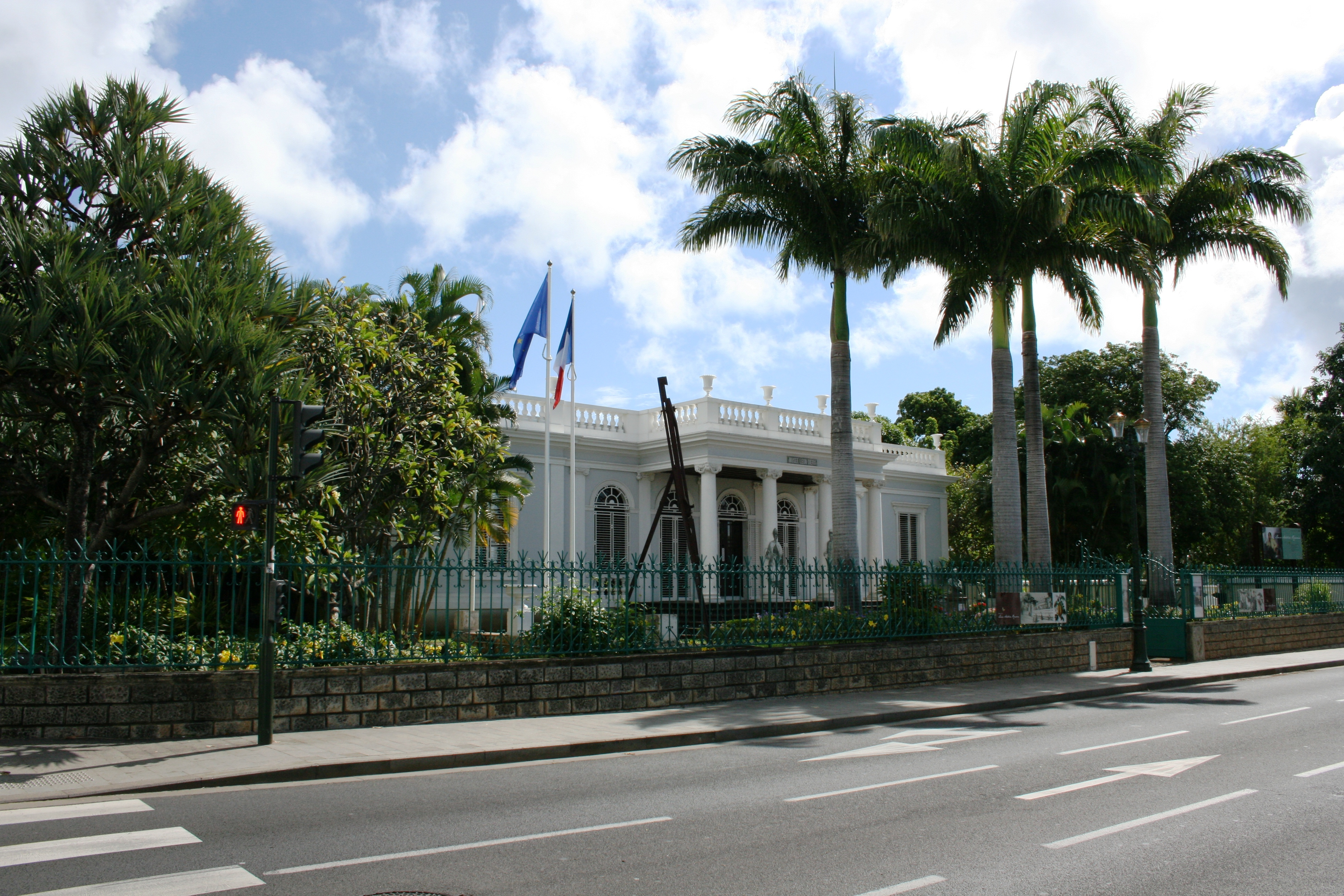
Musée Léon Dierx.
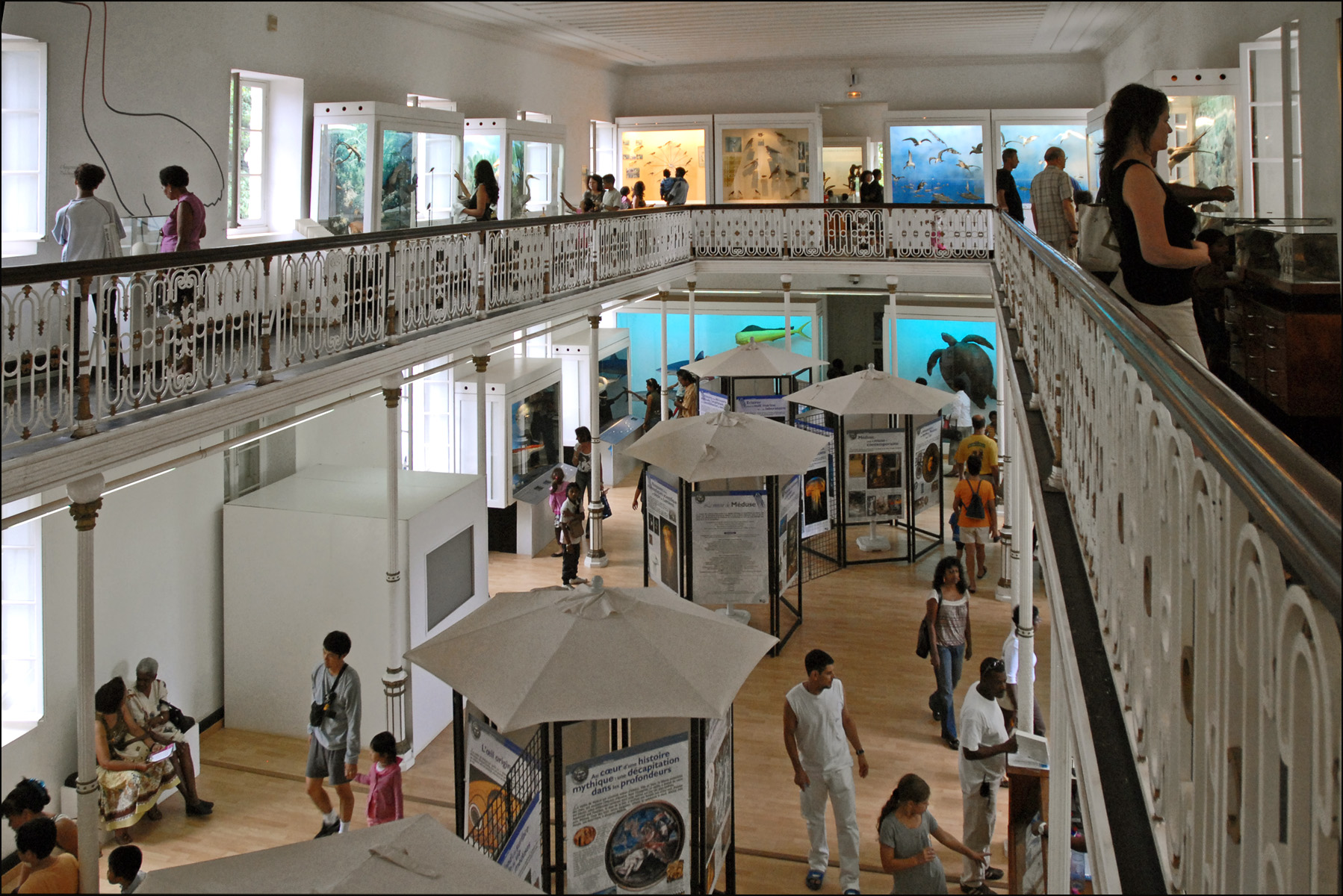
Muséum d'histoire naturelle de Saint-Denis.
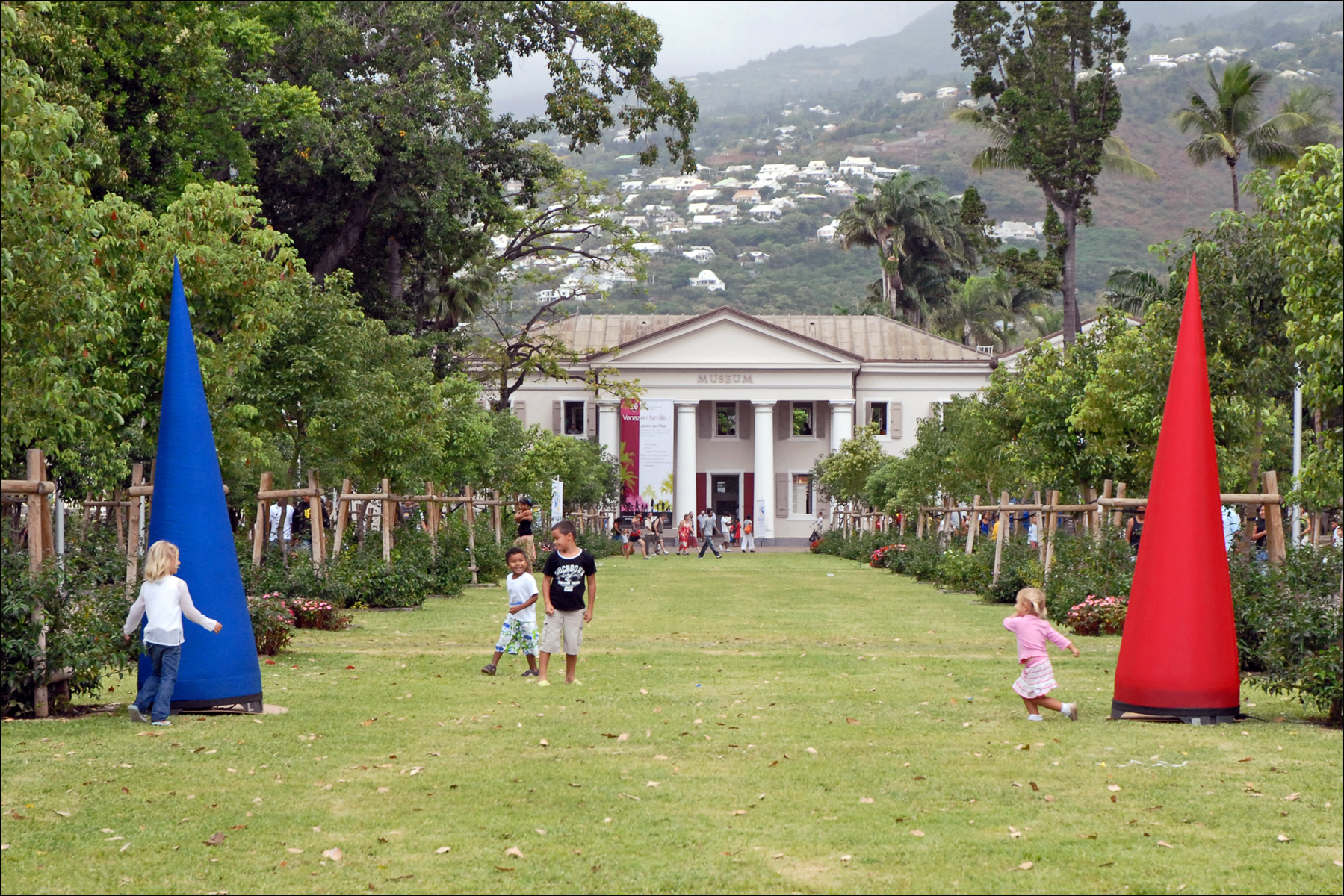
Jardin du muséum d'histoire naturelle.

### Personnalités liées à la commune
La dernière Reine de Madagascar, Ranavalona III, et sa suite, y ont été brièvement déportés. Son héritière, Marie-Louise Razafinkeriefo de Madagascar, y est née en 1897. Condamné à un exil à La Réunion, le raïs marocain Abdelkrim al-Khattabi a vécu également quelques années à Saint-Denis à compter de 1926, dont trois ans à Château Morange. Les empereurs d'Annam Thành Thái et Duy Tân (son fils, 1900 - 1945) y furent exilés après la déposition de ce dernier en 1916 par les autorités coloniales françaises. L'empereur Duy Tân y vécut sous son nom de naissance Prince Vĩnh San. Pendant la Seconde Guerre mondiale, alors que les autorités locales étaient pétainistes, il rallia la France Libre et devint commandant dans l'armée française en 1945. Un boulevard et un pont à la sortie Ouest de Saint-Denis portent le nom du Prince Vĩnh San pour lui rendre hommage (1992). D'autres personnalités comme l'amiral Lucien Lacaze ont vécu à Saint-Denis avant ou après lui. Voici celles qui y sont nées :
XVIIIe siècle
- Jean-Baptiste Renoyal de Lescouble (1776-1838), diariste.
- François Gédéon Bailly de Monthion (1776-1850), général de division dont le nom figure sur l'arc de triomphe de l'Étoile.

XIXe siècle

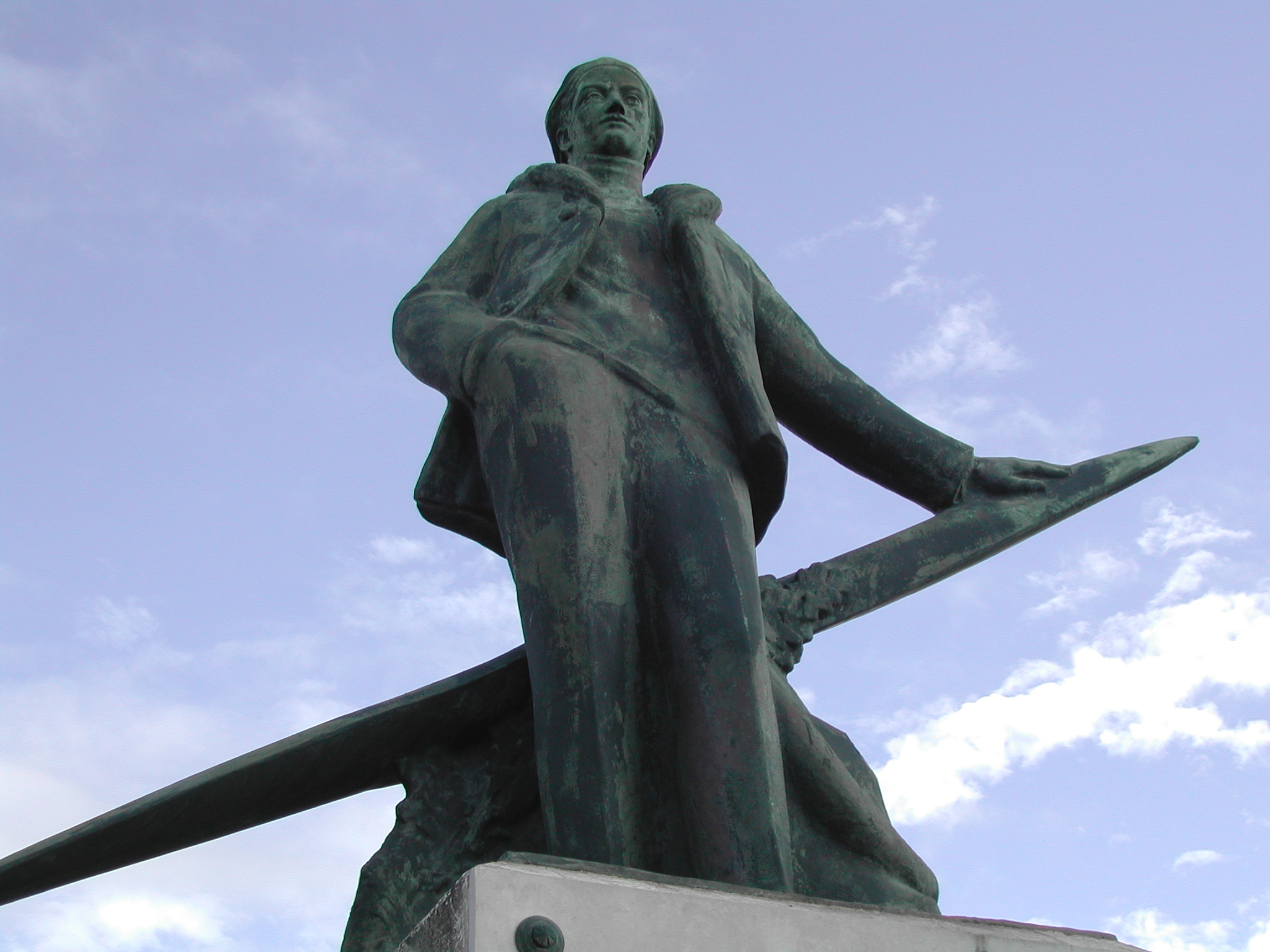
Une statue représentant Roland Garros au Barachois.

- Auguste Lacaussade (1815-1897), poète.
- Félix Guyon (1831-1920), urologue.
- Édouard Hervé (1835-1899), journaliste puis académicien.
- Alphonse Féry d'Esclands (1835-1909), magistrat de la Cour des comptes et escrimeur.
- Joseph Beaurredon, religieux catholique, écrivain et enseignant.
- Juliette Dodu (1848-1909), résistante de la guerre de 1870.
- Nancy Martel (1858-1928), actrice française.
- Ambroise Vollard (1866-1939), marchand de tableaux et galeriste.
- Lucien Gasparin (1868-1948), homme politique.
- Marius Leblond (1877-1953), écrivain.
- Marie Adolphe Raymond Vergès (1882-1957), maire de la commune, fondateur de Témoignages.
- Georges Fourcade (1884-1962), chanteur et musicien.
- Roland Garros (1888-1918), aviateur.

XXe siècle
- Émile Hugot (1904-1993), industriel dans la canne à sucre.
- Léon de Lepervenche (1907), homme politique qui fut député.
- Jean-Henri Azéma (1913-2000), poète.
- Jean Albany (1917-1984), poète et peintre.
- Raymond Barre (1924-2007), homme politique.
- Bao Ngoc Georges Vinh San (1933-), fils aîné du prince Vinh San du Viêt-Nam.
- Alain Peters (1952-1995), musicien et poète.
- Laurent Vergès (1955-1988), homme politique qui fut député.
- Michou (1960), chanteuse.
- Chantal Dallenbach (1962), coureuse de fond.
- Daniel Sangouma (1965), sprinteur.
- Gérald De Palmas (1967), chanteur.
- Pascal Montrouge (1966), chorégraphe.
- Stéphane Bijoux (1970), homme politique.
- Willy Grondin (1974), footballeur.
- Alexandre Loupy (1977), néphrologue.
- Manu Payet (1975), humoriste.
- Daniel Narcisse (1979), handballeur international.
- Gwendoline Absalon (1992), chanteuse et musicienne.
- Timothé Lapauw (1996), skipper
- Brice Cadenet (1997), Boxeur.
- Saïd Ahamada (1972-), député français.

### Héraldique et devise
| Armes de Saint-Denis | Les armes de Saint-Denis se blasonnent ainsi : « Parti au 1er, d'azur à la galère d'argent voguant sur des ondes du même mouvant de la pointe. Au 2e, d'or à deux palmiers de sinople posés sur une île soutenue à senestre d'un îlot du même, au chef de sinople chargé d'une chaîne de trois volcans d'argent : celui du centre, sommé d'une nuée fumante de gueules, ladite chaîne soutenue d'une autre chaîne de cinq monts de sinople. » Devise : « Praeter omnes angulus ridet » (« Entre tous, ce coin de terre me sourit »). |

Ce blason, dessiné par Robert Louis, a fait l'objet d'une édition sous forme de timbre en 1964.
| Logo de Saint-Denis | Le logo de Saint-Denis représente sa situation géographique, entre terre (vert) et mer (bleu), dont la forme longe le littoral (blanc). Le blanc évoque aussi la blancheur des constructions, visible sur n'importe quelle photographie aérienne. Cette forme blanche représente également un oiseau symbole de l'île : le paille en queue. |